# Joanna Lewis
Joanna Lewis (* 21. April 1963 in Adelaide) ist eine australische Geigerin und Komponistin, die sowohl im Bereich der Klassik als der Improvisationsmusik hervorgetreten ist.

## Wirken
Lewis studierte Violine, Cello und Komposition bei Don Oates und Beryl Kimber in Adelaide, dann Violine bei Spiros Rantos in Queensland. Sie ist fünffache Gewinnerin des Young Composers Award Adelaide. Während des Studiums in Australien kam es zu zahlreichen Konzerten, Tourneen und Aufnahmen u. a. mit dem Queensland Youth Orchestra, Australian Youth Orchestra (für das sie als Konzertmeisterin wirkte), dem Melbourne Chamber Orchestra und dem Queensland Symphony Orchestra.
1985 kam sie als Gewinnerin des Carl-Ludwig-Pinschof-Stipendiums nach Österreich, wo sie an der Hochschule für Musik und Darstellende Kunst in Wien bei Wolfgang Schneiderhan, Gerhard Hetzel und Günter Pichler studierte. Der Studienabschluss erfolgte mit Auszeichnung.
Lewis gründete 1987 das Koehne Quartett, das sie bis heute leitet. 1999 gründete sie das Trio Alone Again mit Herbert und Wolfgang Reisinger (gleichnamiges Album bei Extraplatte). Weiterhin trat sie als Solistin auf; es kam zur Zusammenarbeit mit Burkhard Stangl, dem ORF Radio-Symphonieorchester Wien, dem Ensemble des XX. Jahrhunderts, Music On Line, Vienna Art Orchestra, Österreichische-Ungarische Haydn Philharmonie, Wiener Concert-Verein, Wiener Symphoniker, Otto Lechner Quartett, Max Nagl Quintett, Velvet Lounge, World Orchestra, Ensemble Kontrapunkte, Klangforum Wien und Camerata Schulz. Im Duo mit Herbert Reisinger entstand 2002 das Album Songs for the Boys. Sie ist als Solistin auch auf Alben von Nagl, dem Vienna Art Orchestra, João de Bruçó, Karl Ritter, Hannes Löschel, Georgio Occhipinti, Radu Malfatti, Peter Rosmanith, Michael Mantler, Elfi Aichinger und Wolfgang Puschnig zu hören.
Lewis komponierte auch; 2000 erhielt sie etwa einen Kompositionsauftrag für Streichquartett und zwei Frauenstimmen für das Grabenfestival Wien; sie schrieb aber auch Musik für das Album Alone Again und für Löschels Album Edi Flaneur.